# Питак
Питак (на старогръцки: Πιττακός) е древногръцки държавник и военачалник, един от Седемте мъдреци на Гърция.
Роден е около 650 година пр. Хр. в Митилена на остров Лесбос. Заедно с поета Алкей участва в свалянето на тирана Меланхър. След като начело на митиленски войски удържа победа над атинския военачалник Фринон, му е поверено управлението на Митилена. Известен е главно с легендите за законодателната му дейност, докато е начело на града. След десетгодишно управление сам се оттегля от поста си. Умира в Метапонт около 570 година пр. Хр.